# Zarceus fallaciosus
Zarceus fallaciosus is een rechtvleugelig insect uit de familie krekels (Gryllidae). De wetenschappelijke naam van deze soort is voor het eerst geldig gepubliceerd in 1895 door Bolívar.